# Comuna Cepeleuți, Edineț
Comuna Cepeleuți este o comună din raionul Edineț, Republica Moldova. Este formată din satele Cepeleuți (sat-reședință), Rîngaci și Vancicăuți.
Aici s-a născut Călin Alupi (1906-1988), desenator și pictor, reprezentant al postimpresionismului românesc.

## Demografie
Conform datelor recensământului din 2014, comuna are o populație de 1.239 de locuitori. La recensământul din 2004 erau 1.494 de locuitori.

## Administrație și politică
Componența Consiliului local Cepeleuți (9 consilieri), ales la 5 noiembrie 2023, este următoarea:
|  | Partid                                        | Consilieri | Componență | Componență | Componență | Componență |
|  | --------------------------------------------- | ---------- | ---------- | ---------- | ---------- | ---------- |
|  | Partidul Acțiune și Solidaritate              | 4          |            |            |            |            |
|  | Partidul Socialiștilor din Republica Moldova  | 3          |            |            |            |            |
|  | Partidul Social Democrat European             | 1          |            |            |            |            |
|  | Partidul Dezvoltării și Consolidării Moldovei | 1          |            |            |            |            |